# Titán (mitología)

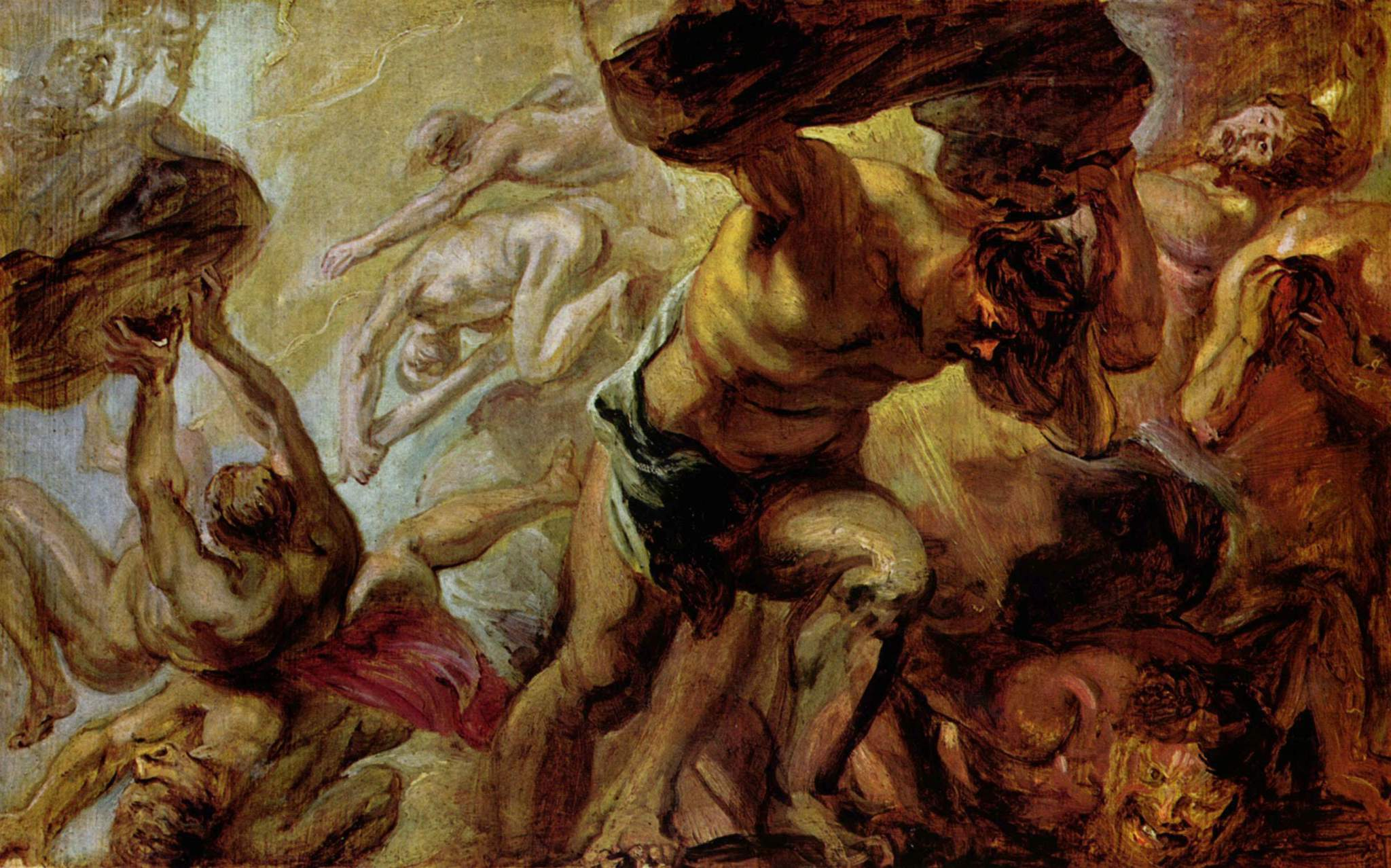
La Caída de los Titanes, de Rubens.

En la mitología griega, los titanes (en griego antiguo Τιτάν, plural Τιτᾶνες) eran una raza de antiguas deidades que gobernaron antes de Zeus; al menos el gobierno de Crono se sitúa durante la legendaria edad de oro.  El nombre colectivo de las titánides o titánidas (Τιτανíδες en griego, Titanidas en latín)  —titanes femeninos— no fue muy usado en textos griegos, y en todo caso aparece en fuentes tardías. Por su abolengo estos seres también son denominados con el patronímico de Uránidas (Ουρανιδαι). A pesar de su prominencia los textos suelen referirse a los titanes como sinónimo de seres muy antiguos y se cree que sus nombres fueron invenciones de Hesíodo, a quienes poetas posteriores siguieron. No se ha registrado ningún culto hacia los Titanes en la antigua Grecia, y lo más probable es que Hesíodo los copiara de otras teogonías del Próximo Oriente. De hecho, fuera de los textos cosmogónicos los Titanes apenas son mencionados de manera individual más allá de Crono, Océano o Jápeto; incluso para Homero Hiperión es tan solo un mero epíteto de Helio. Su inclusión individual en los mitos suele referirse como meros eslabones genealógicos entre los dioses primordiales y los dioses olímpicos; Ovidio ya se hace eco de esta particularidad, cuando nos cuenta que Leto es «hija de un tal Ceo».
Los titanes fueron doce en número ya desde su primera aparición literaria en la Teogonía de Hesíodo; aunque en su Biblioteca mitológica, Apolodoro añade una decimotercera: Dione, diosa preolímpica cuyo santuario se encontraba en Dodona. Sin embargo Homero considera a Océano como padre de los dioses, y como tal lo describe como un primordial y no como uno de los Titanes. De la misma manera los Titanes sirven en el mito como un contraste: ellos son los viejos dioses desplazados y relacionados con el mundo ctónico, en oposición a los dioses olímpicos, generación más joven que gobierna desde el monte Olimpo.
Los titanes estaban relacionados con diversos conceptos primordiales, algunos de los cuales simplemente se extrapolaban de la etimología de sus nombres: el océano y la fructífera tierra, el Sol y la Luna, la memoria y la ley natural. Los doce titanes de la primera generación estaban encabezados por el más joven, Crono (no debe confundirse con Cronos, la personificación primigenia del tiempo), quien derrocó a su padre Urano (‘Cielo’) a instancias de su madre, Gea (‘Tierra’). Posteriormente, los titanes engendraron una segunda generación, entre los que se encuentran los hijos de Hiperión (Helios, Eos y Selene), las hijas de Ceo (Leto y Asteria), los hijos de Crío (Astreo, Palante y Perses) y los hijos de Jápeto (Prometeo, Epimeteo, Atlas y Menecio). En cambio los hijos de los titanes Crono y Océano nunca son referidos como tales, sino que pertenecen a otra estirpe diferente. Los titanes precedieron a los doce dioses olímpicos, quienes, guiados por Zeus, terminaron derrocándolos en la Titanomaquia (‘guerra de los titanes’). La mayoría de ellos fueron entonces encarcelados en el Tártaro, la región más profunda del inframundo. Ningún autor ha especificado el destino de las Titánides tras la guerra, pero al menos dos de ellas tuvieron unión con Zeus tras la Titanomaquia, ya que ambas son incluidas en el catálogo hesiódico de esposas divinas del mismo.

## Interpretaciones contemporáneas

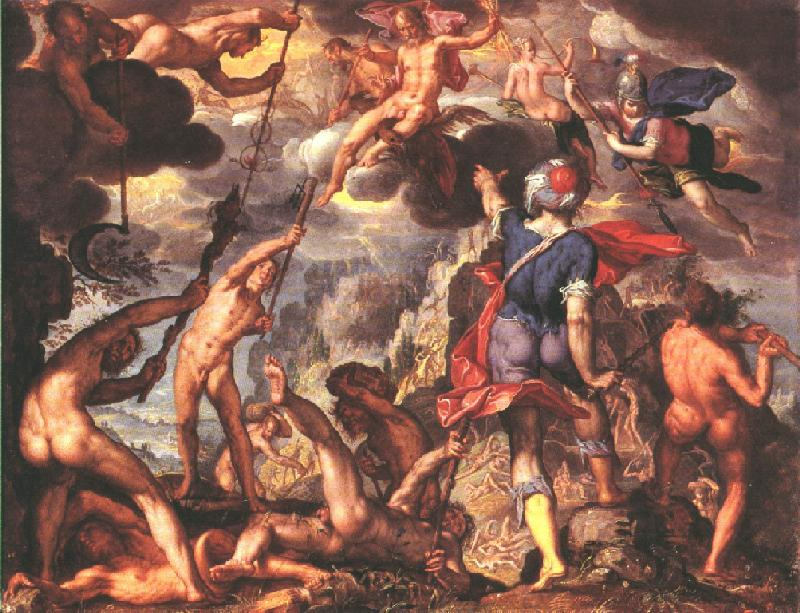
"The Battle Between the Gods and the Titans" de Joachim Wtewael es crucial para visualizar la mitología griega, representando la lucha primordial del poder divino.

### Segunda generación

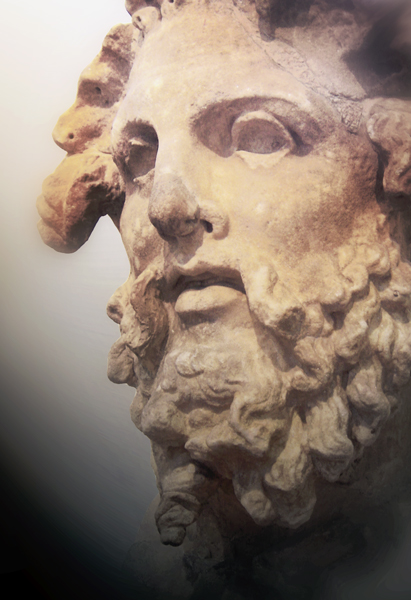
Cabeza de un Titán (Museo Arqueológico Nacional de Atenas).